# Harvey Elliott
Harvey Scott Elliott (Londres, 4 de abril de 2003) é um futebolista inglês que atua como ponta-direita ou meio-campista. Atualmente joga no Liverpool.

## Carreira

### Fulham
Em 4 de maio de 2019, Elliott estreou na Premier League depois de substituir André-Frank Zambo Anguissa aos 88 minutos, na derrota por 1–0 para o Wolverhampton. Tornou-se o jogador mais jovem de todos os tempos da Premier League, aos 16 anos e 30 dias, superando o recorde de 16 anos e 68 dias estabelecido por Matthew Briggs em 2007.

### Liverpool
Em 28 de julho de 2019, ele assinou com o Liverpool por uma taxa não revelada.

## Estatísticas
Atualizadas até 24 de setembro de 2020

### Clubes

#### Categorias de base
| Temporada                    | Clube                        | Campeonato                   | Jogos | Gols | Assist. |
| ---------------------------- | ---------------------------- | ---------------------------- | ----- | ---- | ------- |
| 2017–18                      | Fulham                       | Premier League Sub-18        | 6     | 0    | 1       |
| 2018–19                      | Fulham                       | Premier League Sub-18        | 12    | 5    | 3       |
| 2018–19                      | Fulham                       | Premier League 2             | 5     | 0    | 1       |
| 2018–19                      | Fulham                       | Copa da Inglaterra           | 1     | 0    | 0       |
| 2018–19                      | Fulham                       | EFL Trophy                   | 1     | 0    | 0       |
| 2019–20                      | Liverpool                    | Premier League 2             | 12    | 2    | 4       |
| 2019–20                      | Liverpool                    | EFL Trophy                   | 1     | 1    | 0       |
| 2019–20                      | Liverpool                    | Liga Jovem da UEFA           | 7     | 1    | 3       |
| Total nas categorias de base | Total nas categorias de base | Total nas categorias de base | 45    | 9    | 12      |

#### Profissional
| Equipe            | Temporada         | Campeonato nacional | Campeonato nacional | Copas nacionais | Copas nacionais | Competições continentais | Competições continentais | Total | Total |
| Equipe            | Temporada         | Jogos               | Gols                | Jogos           | Gols            | Jogos                    | Gols                     | Jogos | Gols  |
| ----------------- | ----------------- | ------------------- | ------------------- | --------------- | --------------- | ------------------------ | ------------------------ | ----- | ----- |
| Fulham            | 2018–19           | 2                   | 0                   | 1               | 0               | –                        | –                        | 3     | 0     |
| Fulham            | Total             | 2                   | 0                   | 1               | 0               | –                        | –                        | 3     | 0     |
| Liverpool         | 2019–20           | 2                   | 0                   | 6               | 0               | 0                        | 0                        | 8     | 0     |
| Liverpool         | 2020–21           | 0                   | 0                   | 1               | 0               | 0                        | 0                        | 1     | 0     |
| Liverpool         | Total             | 2                   | 0                   | 7               | 0               | 0                        | 0                        | 9     | 0     |
| Blackburn         | 2020–21           | 14                  | 4                   | 1               | 0               | 0                        | 0                        | 0     | 0     |
| Blackburn         | Total             | 15                  | 4                   | 1               | 0               | 0                        | 0                        | 0     | 0     |
| Total na carreira | Total na carreira | 19                  | 4                   | 9               | 0               | 0                        | 0                        | 12    | 0     |

## Títulos
Liverpool
- Supercopa da UEFA: 2019
- Copa do Mundo de Clubes da FIFA: 2019
- Copa da Liga Inglesa: 2021–22 e 2023–24
- Copa da Inglaterra: 2021–22
- Supercopa da Inglaterra: 2022
- Premier League: 2024–25

Inglaterra Sub-17
- Syrenka Cup: 2019

Inglaterra Sub-21
- Campeonato Europeu de Futebol Sub-21: 2025